# Ciechanów (województwo dolnośląskie)
Ciechanów (niem. Züchen) – wieś w Polsce położona w województwie dolnośląskim, w powiecie górowskim, w gminie Jemielno.

## Podział administracyjny
W latach 1975–1998 miejscowość administracyjnie należała do województwa leszczyńskiego.